# Amphoe Lom Sak
Amphoe Lom Sak (Thai อำเภอ หล่มสัก, auch Lomsak) ist ein Landkreis (Amphoe – Verwaltungs-Distrikt) in der Provinz Phetchabun. Die Provinz Phetchabun liegt im äußersten Südosten der Nordregion von Thailand.

## Geographie
Nachbardistrikte sind (im Uhrzeigersinn von Norden): die Amphoe Lom Kao und Nam Nao der Provinz Phetchabun, Amphoe Khon San (Provinz Chaiyaphum) und die Amphoe Mueang Phetchabun und Khao Kho (Provinz Phetchabun).
Lom Sak ist Ausgangspunkt für eine Besichtigung des Nationalparks Phu Hin Rong Kla (Provinz Phitsanulok), der wegen seiner landschaftlichen Wildheit und der für Thailand einzigartigen Pflanzenwelt berühmt ist, unter anderem mit Ahorn- und Pinienwäldern. Dies liegt daran, dass in dieser Gegend die niedrigsten Durchschnittstemperaturen Thailands herrschen, in den Wintermonaten (November bis Februar) sogar bis an den Gefrierpunkt. Die Berge sind durchgehend steil und haben eine Höhe von bis zu 1.800 Meter. Es finden sich sehr interessante Felsformationen im Park, unter anderem auch ein „Flag Post Cliff“ (Thai: ผาชูธง – Pha Chuthong) genannter Aussichtspunkt, der von Guerilla-Truppen als weithin sichtbarer Fahnenmast genutzt wurde.

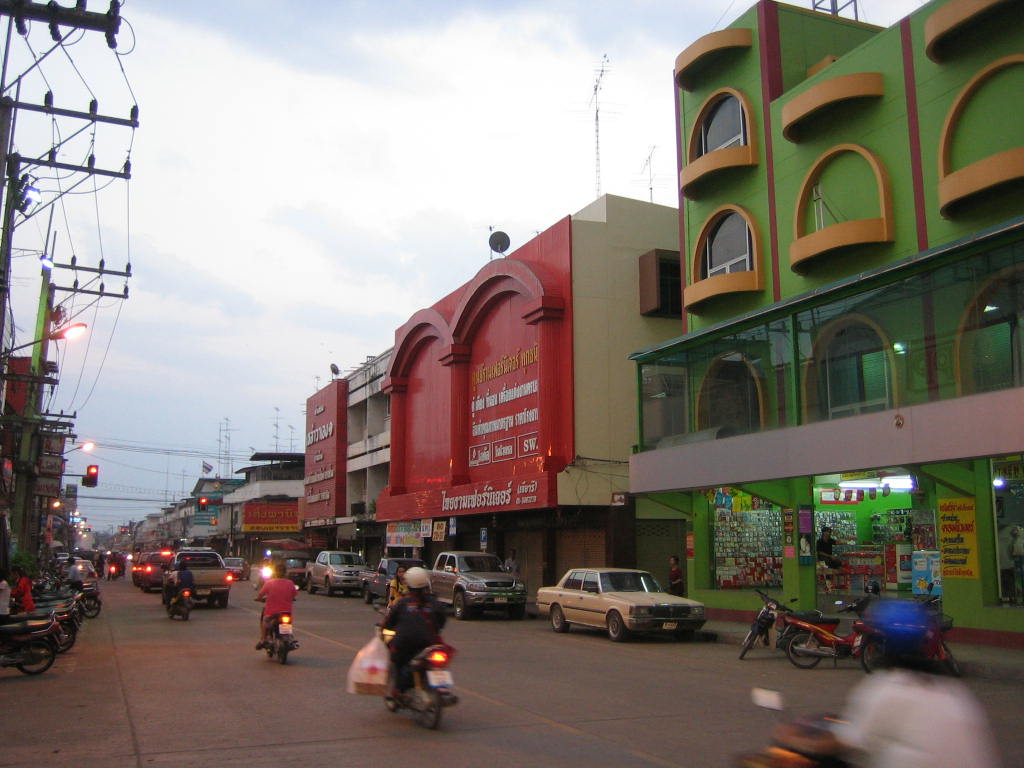
Straßenszene in Lom Sak
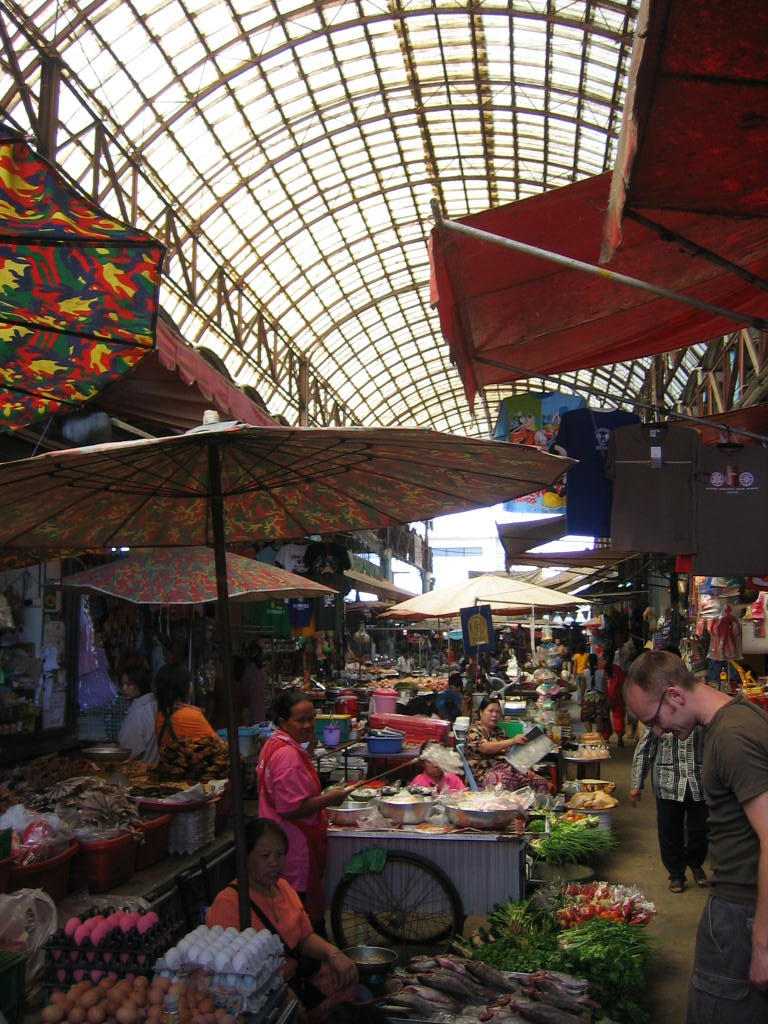
Markthalle
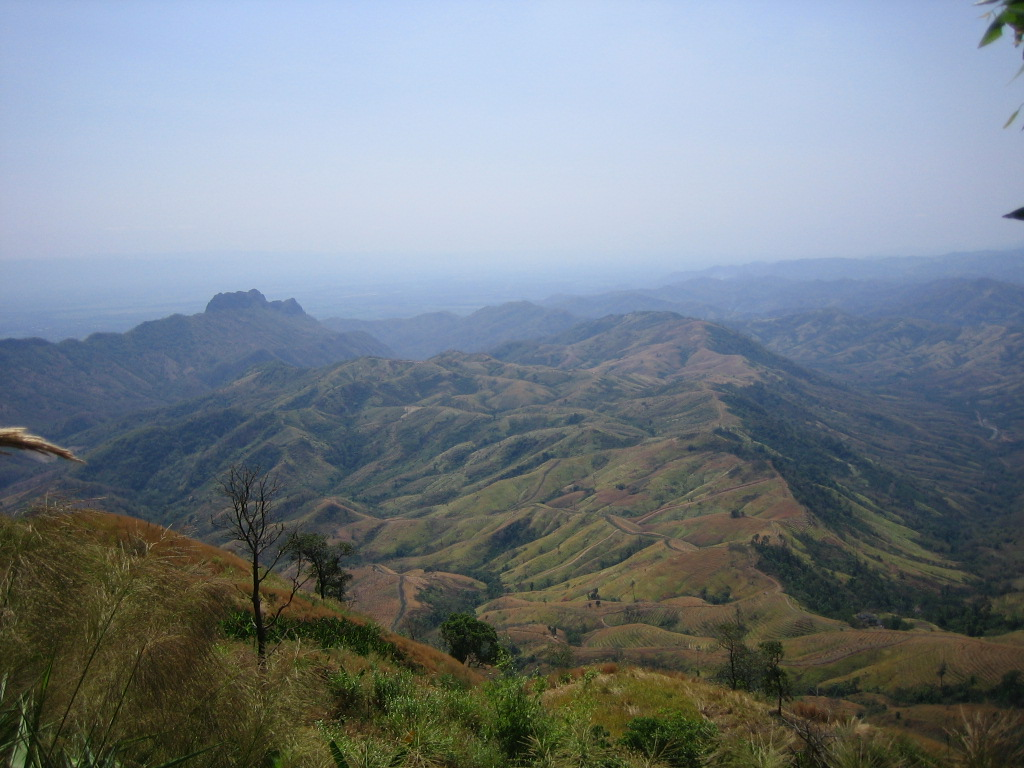
Blick über den Phu-Hin-Rong-Kla-Nationalpark

## Geschichte
Die Geschichte des Distrikts Lom Sak kann bis zur Sukhothai-Zeit zurückverfolgt werden. Der Gouverneur des Müang Rat (möglicherweise das heutige Lom Sak) Pho Khun Pha Mueang (พ่อขุนผาเมือง) war einer der Kriegsherren, die die Khmer aus Siam vertrieben. Anschließend gründete er zusammen mit seinem Freund Pho Khun Bang Klang Hao (พ่อขุนบางกลางหาว) das Königreich Sukhothai und bestärkte seinen Freund, als erster König Pho Khun Si Indrathit das Reich zu regieren.
Eine weitere Referenz zu Lom Sak steht auf der berühmten „Inschrift I“ von König Ramkhamhaeng, deren Original heute im Nationalmuseum Bangkok zu sehen ist. Dort beschreibt der König, dass sein Machtbereich im Osten bis Phitsanulok und Lom Sak reiche, nach Süden bis Nakhon Sawan, nach Westen bis Pegu und Martaban und nach Norden bis Phrae und Luang Prabang.
In der Regierungszeit von König Taksin kampierte Phraya Chakri (der spätere König Rama I.) auf der Rückkehr von seinem Feldzug nach Vientiane in der Gegend des heutigen Amphoe Lom Kao. Hier siedelte er einige Kriegsgefangene aus Vientiane an. Als die Siedlung immer größer wurde, wurde sie auf die Ebene am Mae Nam Pa Sak (Pa-Sak-Fluss) verlegt und Lom Sak genannt. Später schlossen sich weitere Lao aus Vientiane, welche von König Taksin ursprünglich in Lopburi angesiedelt werden sollten, der Stadt an.
Gemäß dem Historiker Prinz Damrong Rajanubhab soll Mueang Lom Sak offiziell in der Regierungszeit von König Phra Nang Klao (Rama III.) gegründet worden sein. Als König Chulalongkorn (Rama V.) im Zuge seiner Thesaphiban-Verwaltungsreform den Monthon erschuf, wurde Mueang Lom Sak vom Monthon Petchabun verwaltet. Später wurde es herabgestuft zu einem Distrikt der Provinz Petchabun. Im Jahre 1916 wurde der Distrikt Wat Pa (วัดป่า) genannt, am 11. November 1938 aber wieder zu Lom Sak zurückgeändert.
Anfang der 1940er Jahre plante der autoritär regierende thailändische Ministerpräsident, Feldmarschall Plaek Phibunsongkhram die Hauptstadt ins Landesinnere in den Amphoe Lom Sak zu verlegen und dort parallel eine zweite „buddhistische Stadt“ zu errichten. Grund dafür war u. a. der Pak-Nam-Zwischenfall wo französische Kanonenboote 1893 bis nach Bangkok vordrangen. Diese Idee konnte wegen des Zweiten Weltkriegs nicht weiter verfolgt werden.
Während des Vietnamkrieges versuchten kommunistische Gruppen, in dieser Gegend Fuß zu fassen. Sie errichteten ein Hauptquartier und mehrere Trainingscamps in dem unwegsamen Gelände. Sie kämpften seit 1973 mehrere Jahre teilweise erfolgreich gegen die Regierungstruppen, konnten aber schließlich 1979 endgültig vertrieben werden. An verschiedenen Stellen im Park zeugen zum Teil restaurierte Gebäude von der Geschichte der Guerilla. Die Tierwelt hat während der Zeit der Kämpfe stark gelitten, so dass heute u. a. Asiatische Schwarzbären, Tiger, Leoparden und verschiedene Eulenarten anzutreffen sind.

## Verkehr
Im Amphoe Lom Sak befand sich der Flugplatz Sak Long der thailändischen Luftwaffe. Dieser wurde inzwischen zurückgebaut. Südlich davon befindet sich der Flughafen Phetchabun. Er wird von der Thailand Route 21 erschlossen. Eine in den 1940er Jahren  geplanten Eisenbahnstrecke wurde bis heute nicht verwirklicht.

## Verwaltung

### Provinzverwaltung
Der Landkreis Lom Sak ist in 23 Tambon („Unterbezirke“ oder „Gemeinden“) eingeteilt, die sich weiter in 251 Muban („Dörfer“) unterteilen.
| Nr. | Name         | Thai     | Muban | Einw.  |
| --- | ------------ | -------- | ----- | ------ |
| 01. | Lom Sak      | หล่มสัก    | -     | 12.461 |
| 02. | Wat Pa       | วัดป่า     | 12    | 08.584 |
| 03. | Tan Diao     | ตาลเดี่ยว  | 11    | 05.749 |
| 04. | Fai Na Saeng | ฝายนาแซง | 06    | 02.672 |
| 05. | Nong Sawang  | หนองสว่าง | 04    | 01.291 |
| 06. | Nam Hia      | น้ำเฮี้ย    | 05    | 01.719 |
| 07. | Sak Long     | สักหลง    | 11    | 05.827 |
| 08. | Tha Ibun     | ท่าอิบุญ    | 12    | 07.162 |
| 09. | Ban Sok      | บ้านโสก   | 07    | 04.262 |
| 10. | Ban Tio      | บ้านติ้ว    | 12    | 08.276 |
| 11. | Huai Rai     | ห้วยไร่    | 13    | 07.712 |
| 12. | Nam Ko       | น้ำก้อ     | 13    | 06.687 |
| 13. | Pak Chong    | ปากช่อง   | 17    | 13.271 |
| 14. | Nam Chun     | น้ำชุน     | 17    | 15.091 |
| 15. | Nong Khwai   | หนองไขว่  | 15    | 07.600 |
| 16. | Lan Ba       | ลานบ่า    | 18    | 07.504 |
| 17. | Bung Khla    | บุ่งคล้า    | 14    | 08.045 |
| 18. | Bung Namtao  | บุ่งน้ำเต้า  | 12    | 06.389 |
| 19. | Ban Klang    | บ้านกลาง  | 19    | 09.724 |
| 20. | Chang Talut  | ช้างตะลูด  | 13    | 07.030 |
| 21. | Ban Rai      | บ้านไร่    | 06    | 02.531 |
| 22. | Pak Duk      | ปากดุก    | 07    | 03.494 |
| 23. | Ban Wai      | บ้านหวาย  | 07    | 04.495 |

### Lokalverwaltung
Es gibt eine Kommune mit „Stadt“-Status (Thesaban Mueang) im Landkreis:
- Lom Sak (Thai: เทศบาลเมืองหล่มสัก) bestehend aus dem kompletten Tambon Lom Sak.

Es gibt eine Kommune mit „Kleinstadt“-Status (Thesaban Tambon) im Landkreis:
- Tan Diao (Thai: เทศบาลตำบลตาลเดี่ยว) bestehend aus dem kompletten Tambon Tan Diao.

Außerdem gibt es 19 „Tambon-Verwaltungsorganisationen“ (องค์การบริหารส่วนตำบล – Tambon Administrative Organizations, TAO)
- Wat Pa (Thai: องค์การบริหารส่วนตำบลวัดป่า) bestehend aus dem kompletten Tambon Wat Pa.
- Fai Na Saeng (Thai: องค์การบริหารส่วนตำบลฝายนาแซง) bestehend aus den kompletten Tambon Fai Na Saeng, Nong Sawang, Nam Hia.
- Sak Long (Thai: องค์การบริหารส่วนตำบลสักหลง) bestehend aus dem kompletten Tambon Sak Long.
- Tha Ibun (Thai: องค์การบริหารส่วนตำบลท่าอิบุญ) bestehend aus dem kompletten Tambon Tha Ibun.
- Ban Sok (Thai: องค์การบริหารส่วนตำบลบ้านโสก) bestehend aus dem kompletten Tambon Ban Sok.
- Ban Tio (Thai: องค์การบริหารส่วนตำบลบ้านติ้ว) bestehend aus dem kompletten Tambon Ban Tio.
- Huai Rai (Thai: องค์การบริหารส่วนตำบลห้วยไร่) bestehend aus dem kompletten Tambon Huai Rai.
- Nam Ko (Thai: องค์การบริหารส่วนตำบลน้ำก้อ) bestehend aus dem kompletten Tambon Nam Ko.
- Pak Chong (Thai: องค์การบริหารส่วนตำบลปากช่อง) bestehend aus dem kompletten Tambon Pak Chong.
- Nam Chun (Thai: องค์การบริหารส่วนตำบลน้ำชุน) bestehend aus dem kompletten Tambon Nam Chun.
- Nong Khwai (Thai: องค์การบริหารส่วนตำบลหนองไขว่) bestehend aus dem kompletten Tambon Nong Khwai.
- Lan Ba (Thai: องค์การบริหารส่วนตำบลลานบ่า) bestehend aus dem kompletten Tambon Lan Ba.
- Bung Khla (Thai: องค์การบริหารส่วนตำบลบุ่งคล้า) bestehend aus dem kompletten Tambon Bung Khla.
- Bung Namtao (Thai: องค์การบริหารส่วนตำบลบุ่งน้ำเต้า) bestehend aus dem kompletten Tambon Bung Namtao.
- Ban Klang (Thai: องค์การบริหารส่วนตำบลบ้านกลาง) bestehend aus dem kompletten Tambon Ban Klang.
- Chang Talut (Thai: องค์การบริหารส่วนตำบลช้างตะลูด) bestehend aus dem kompletten Tambon Chang Talut.
- Ban Rai (Thai: องค์การบริหารส่วนตำบลบ้านไร่) bestehend aus dem kompletten Tambon Ban Rai.
- Pak Duk (Thai: องค์การบริหารส่วนตำบลปากดุก) bestehend aus dem kompletten Tambon Pak Duk.
- Ban Wai (Thai: องค์การบริหารส่วนตำบลบ้านหวาย) bestehend aus dem kompletten Tambon Ban Wai.